# 波吉亞寓所

波吉亚寓所的壁画《复活》细部，表现亚历山大六世在祈祷，平托瑞丘作

波吉亚寓所（義大利語：Appartamento Borgia）是梵蒂冈使徒宮内的一组房间。

## 历史
波吉亚寓所曾是亚历山大六世（罗德里戈·波吉亚）的寓所。在15世纪末，他委托意大利画家平托瑞丘和他的工作室用壁画来装饰它们。
这些绘画和壁画，创作于1492年到1494年。

## 壁画
波吉亚寓所的作品现在被认为是梵蒂冈图书馆的一部分。
平托瑞丘完成的五个房间的主题包括：
- 圣母领报、耶稣诞生、東方三博士和复活。
- 圣加大利纳的生活场景、聖安多尼和其他圣徒。
- 音乐、算术等託寓人物。

然而，由于该公寓与波吉亚家族密切相关，在1503年亚历山大六世死后就遭到废弃。

## 现代使用
1889年，良十三世将这些房间修复，并向公众开放。现在大部分的房间用作梵蒂冈博物馆现代宗教艺术部，由保禄六世启用于1973年。藏品包括约600件绘画，雕塑和版画艺术作品，当代意大利和外国艺术家包括保羅·高更、馬克·夏卡爾、保羅·克利和瓦西里·康定斯基。